# Андрей Гаскович
Андрей Гаскович (? — 1491, Вільнюс) — релігійний діяч Великого князівства Литовського, єпископ Віленський РКЦ (з 1481 по 1491).

## Життєпис
Народився у Вільнюсі і був сином Петра Гасковича, ймовірно, шляхтича.
Офіційні листи повідомляють про Андрея: «Andreas Petri Goschovicz de Vilna (або Vilnensis), natione Lituanus» (Андрей, син Петра, Гаскович із Вільнюса (або віленчук), уродженець Литви).
З 1443 навчався в Краківському університеті, з 1464 належав до Вільнюського капітулу.
У 1481 висвячений на єпископа Вільнюського.
Андрей Гаскович був, певно, родичем віленських Гасковичів. Наприклад, у дарчій грамоті пана Мартину Мацяйовичу вільнюським францисканцям 1441 свідками виступили пани Петро і Яцко Гасковичі (domino Petro Gosschowicz fratre cum suo domino Jaczcone).